# Championnat du Danemark de football 1929-1930
Navigation
Saison précédente Saison suivante
La saison 1929-1930 du Championnat du Danemark de football était la 17e édition du championnat de première division au Danemark. C'est la première édition disputée sous la nouvelle formule, à savoir une poule unique de 10 clubs, la Meistersklabsserien, où chaque formation rencontre tous ses adversaires une seule fois.
Avec l'introduction d'une deuxième division cette saison, un système de promotion et de relégation a été mis en place. À l'issue de la compétition, l'équipe terminant dernière est reléguée en Division 2 et remplacée par le champion de la division inférieure.
C'est le B 93 Copenhague, champion du Danemark en titre, qui remporte la compétition en terminant en tête de la poule. C'est le 4e titre de champion du Danemark de l'histoire du club.

## Les 10 clubs participants
| - KB Copenhague - B 93 Copenhague - BK Frem Copenhague - Boldklubben 1903 - Akademisk Boldklub | - AaB Aalborg - Korsor BK - AC Horsens - BK 01 Nykobing - OB Odense |

## Compétition

### Classement
Le barème utilisé pour établir le classement est le suivant :
- Victoire : 2 points
- Match nul : 1 point
- Défaite : 0 point

| Rang | Équipe               | Pts | J | G | N | P | Bp | Bc | Diff |
| ---- | -------------------- | --- | - | - | - | - | -- | -- | ---- |
| 1    | B 93 Copenhague (T)  | 17  | 9 | 8 | 1 | 0 | 37 | 8  | +29  |
| 2    | BK Frem Copenhague   | 15  | 9 | 6 | 3 | 0 | 39 | 8  | +31  |
| 3    | Boldklubben 1903     | 14  | 9 | 7 | 0 | 2 | 27 | 11 | +16  |
| 4    | KB Copenhague        | 10  | 9 | 4 | 2 | 3 | 22 | 10 | +12  |
| 5    | Akademisk Boldklub   | 9   | 9 | 4 | 1 | 4 | 30 | 21 | +9   |
| 6    | AC Horsens           | 7   | 9 | 3 | 1 | 5 | 19 | 23 | -4   |
| 7    | Aalborg Boldspilklub | 6   | 9 | 2 | 2 | 5 | 19 | 34 | -15  |
| 8    | BK 01 Nykobing       | 6   | 9 | 3 | 0 | 6 | 15 | 46 | -31  |
| 9    | OB Odense            | 4   | 9 | 1 | 2 | 6 | 17 | 33 | -16  |
| 10   | Korsør BK            | 2   | 9 | 0 | 2 | 7 | 14 | 45 | -31  |

|  | Champion du Danemark 1929-1930  |
|  | Relégation en deuxième division |
|  | (T) : Tenant du titre           |

## Bilan de la saison
| Tableau d'Honneur                   |                 |
| Compétition                         | Vainqueur       |
| Championnat du Danemark de football | B 93 Copenhague |

| Promotion et relégation      |            |
| Relégué en deuxième division | Korsor BK  |
| Promu en Meistersbaksserien  | AGF Aarhus |